# هنري رو كلاود
هنري رو كلاود (بالإنجليزية: Henry Roe Cloud) هو كاتب أمريكي، ولد في 28 ديسمبر 1884 في Winnebago Reservation ‏ في الولايات المتحدة، وتوفي في 9 فبراير 1950 في بيفيرتون في الولايات المتحدة.